# SN 2007es
SN 2007es – supernowa typu II odkryta 26 czerwca 2007 roku w galaktyce A142746+0635. W momencie odkrycia miała maksymalną jasność 18,70m.